# Monsters, Inc. (franquia)
Monsters, Inc. é uma série de filmes de animação CGI e franquia de mídia da Disney que começou com o filme de 2001, Monsters, Inc., produzido pela Pixar e distribuído pela Walt Disney Pictures. O filme original foi seguido por um prequel,  Monsters University, lançado em 2013.

## Filmes

### Monsters, Inc.(2001)
O primeiro filme introduz o mundo dos monstros, onde os monstros entram no mundo humano à noite e assustam as crianças para gerar eletricidade. Quando uma garotinha acidentalmente entra no mundo dos monstros, os amigos Mike e Sulley devem encontrar uma maneira de escondê-la das autoridades e devolvê-la ao seu próprio mundo, e no processo aprendem que nem tudo que eles foram levados a acreditar sobre os humanos é verdade. O filme superou Toy Story 2 e alcançou o segundo filme de animação de maior bilheteria de todos os tempos, atrás apenas de O Rei Leão, de 1994, na época. Foi um dos primeiros filmes animados a ser indicado ao Oscar de Melhor Longa-Metragem, mas perdeu para Shrek.

### Monsters University(2013)
Uma prequela do primeiro filme, Monsters University conta história de Mike e Sulley. Os futuros amigos se encontram na faculdade e inicialmente começam como inimigos, mas acabam na mesma equipe dos "Jogos de Susto" da universidade, onde eles e sua equipe de desajustados devem vencer as probabilidades e vencer a competição, ou ser expulso da escola. Enquanto a equipe luta, os dois aprendem a trabalhar juntos e lentamente tornam-se melhores amigos.

## Séries de televisão
Monsters at Work é o próximo spin-off da Monsters, Inc., produzido pela Disney Television Animation para a Disney+. O spin-off da Monsters, Inc. foi confirmado em um comunicado de imprensa da Disney em 9 de novembro de 2017 como parte da lista de desenvolvimento em série para o próximo serviço de streaming da The Walt Disney Company. Em 9 de abril de 2019, foi revelado que o show seria intitulado Monstros no Trabalho e estreia em 2020. Cinco do elenco original retornariam, incluindo John Goodman e Billy Crystal reprisando seus papéis como Sulley e Mike, respectivamente. Em 24 de fevereiro de 2021, foi anunciado que seria lançado em 2 de julho, seguido de um atraso para 7 de julho.
Sua premissa é seguir um jovem mecânico ansioso, Tylor Tuskmon (Ben Feldman), seis meses depois do filme original. Tuskmon espera ser promovido ao Laugh Floor ao lado de Mike e Sulley.

## Curtas-metragens

### Mike's New Car(2002)
Mike's New Car é um filme de curta metragem animado da Pixar de 2002, estrelando os dois personagens principais de Monsters, Inc., Sulley e Mike. Dirigido por Pete Docter e Roger L. Gould, é o primeiro curta da Pixar a usar diálogos e o primeiro a pegar personagens e situações de um trabalho previamente estabelecido.

### Party Central(2013)
O Party Central é um curta de seis minutos, com personagens da Universidade de Monstros. Ele estreou em 9 de agosto de 2013, na D23 Expo . O curta foi programado para ser lançado nos cinemas com The Good Dinosaur em 2014, antes do filme ser adiado para 2015. Em vez disso, foi lançado nos cinemas em 21 de março de 2014, com Muppets Most Wanted. O curta foi escrito e dirigido por Kelsey Mann, supervisor de história da Monsters University. O elenco é formado por Billy Crystal, John Goodman, Peter Sohn, Julia Sweeney, Charlie Day, Nathan Fillion, Dave Foley, Sean Hayes, Bobby Moynihan e Joel Murray.
Em suma, a fraternidade Oozma Kappa organiza uma festa, mas ninguém aparece. Para resolver o problema, eles usam estações de porta para roubar visitantes da maior festa em outra fraternidade.

## Recepção

### Bilheteria
A série de filmes arrecadou um total de 1.306.110.769 dólares, tornando a franquia Monsters, Inc. a nona maior bilheteria de franquia de filmes animados.
Monsters, Inc. ficou em 9° lugar nas bilheterias em seu fim de semana de estréia, arrecadando 62.577.067 dólares somente na América do Norte. O filme teve uma pequena queda de 27,2% em seu segundo fim de semana, ganhando mais 45.551.028 dólares. Em seu terceiro fim de semana, o filme experimentou um declínio maior de 50,1%, colocando-se na segunda posição logo após Harry Potter e a Pedra Filosofal. Em seu quarto final de semana, no entanto, houve um aumento de 5,9%. Ganhando 24.055.001 dólares nesse final de semana para um total combinado de mais de 562 milhões de dólares. É o sétimo maior (em dólares) quarto final de semana de um filme.
Monsters University ganhou 268.227.670 dólares na América do Norte e 475.066,843 dólares em outros territórios, para um total mundial de 743.294.513 dólares. O filme arrecadou 136,9 milhões de dólares em seu final de semana de abertura em todo o mundo. Por razões desconhecidas, a Disney se recusou a fornecer um orçamento para o filme, embora o BoxOffice.com cite um orçamento de um total de 270 milhões de dólares. A Entertainment Weekly especulou que era mais alta que a da Brave (185 milhões de dólares), principalmente devido ao alto custo de John Goodman e Billy Crystal reprisando seus papéis. Shockya, um site subsidiário da CraveOnline, estimou o orçamento em 200 milhões de dólares, a par com Toy Story 3 e Cars 2.
| Filme               | Data de lançamento     | Bilheteria bruta | Bilheteria bruta | Bilheteria bruta  | Ranking de bilheteria | Ranking de bilheteria | Orçamento       | Ref(s) |
| Filme               | Data de lançamento     | Doméstica        | Internacional    | Mundial           | Doméstica             | Mundial               | Orçamento       | Ref(s) |
| ------------------- | ---------------------- | ---------------- | ---------------- | ----------------- | --------------------- | --------------------- | --------------- | ------ |
| Monsters, Inc.      | 02 de novembro de 2001 | US$ 289,916,256  | US$ 272,900,000  | US$ 562,816,256   | #74                   | #126                  | US 115 milhões  | [ 17 ] |
| Monsters University | 21 de junho de 2013    | US$ 268,492,764  | US$ 475,066,843  | US$ 743,559,607   | #82                   | #74                   | US$ 200 milhões | [ 13 ] |
| Total               | Total                  | US$ 558,143,926  | US$ 747,966,843  | US$ 1,306,110,769 |                       |                       | US$ 315 milhões |        |

### Crítica
| Filme               | Rotten Tomatoes    | Metacritic       | CinemaScore |
| ------------------- | ------------------ | ---------------- | ----------- |
| Monsters, Inc.      | 96% (197 críticas) | 79 (35 críticas) | A+          |
| Monsters University | 80% (203 críticas) | 65 (41 críticas) | A           |

## Equipe técnica
| Filme                 | Diretor(es)                                | Escritor(es)                                                                            | Produtor(es)      | Produtor(es) Executivos                                  | Compositor   | Editor(es)                       |
| --------------------- | ------------------------------------------ | --------------------------------------------------------------------------------------- | ----------------- | -------------------------------------------------------- | ------------ | -------------------------------- |
| Monstros S.A.         | Lee Unkrich, Pete Docter e David Silverman | Jill Culton, Pete Docter, Jeff Pidgeon, Daniel Gerson, Andrew Stanton e Ralph Eggleston | Darla K. Anderson | John Lasseter e Andrew Stanton                           | Randy Newman | Jim Stewart e Robert Grahamjones |
| Universidade Monstros | Dan Scanlon                                | Dan Scanlon, Daniel Gerson e Robert L. Baird                                            | Kori Rae          | Lee Unkrich, Pete Docter, John Lasseter e Andrew Stanton | Randy Newman | Greg Snyder                      |

## Videojogos
- Monsters, Inc. Scream Team (PlayStation, Microsoft Windows, PlayStation 2)
- Monsters, Inc. Scream Arena (GameCube)
- Monsters, Inc. (Game Boy Color, Game Boy Advance, PlayStation 2)
- Monsters, Inc. Run (iPhone, iPod Touch, iPad)
- Disney Infinity (PlayStation 3, Xbox 360, Wii, Wii U e Nintendo 3DS)
- Kingdom Hearts III (PlayStation 4, Xbox One)

## Atrações do parque temático
- Monsters, Inc. Mike & Sulley to the Rescue! na Disney California Adventure no Disneyland Resort .
- Monsters, Inc. Laugh Floor no Magic Kingdom no Walt Disney World Resort .
- Monsters, Inc. Ride & Go Seek no Tokyo Disneyland no Tokyo Disney Resort .